# Elektryczny pojazd trakcyjny
Elektryczny pojazd trakcyjny – pojazd szynowy z własnym napędem elektrycznym. Energia elektryczna jest zamieniana w silnikach elektrycznych na pracę mechaniczną.
Elektryczne pojazdy trakcyjne dzieli się na lokomotywy elektryczne i elektryczne zespoły trakcyjne oraz elektryczne wagony silnikowe.
Elektryczne pojazdy trakcyjne są tańsze od pojazdów spalinowych, ale wymagają dużych nakładów inwestycyjnych na budowę sieci trakcyjnej.

## Historia
Pierwszy elektryczny pojazd trakcyjny pracujący w normalnych warunkach eksploatacyjnych zaprezentowano na wystawie przemysłowej w Berlinie w 1879 r. przez Wernera von Siemensa. Jedna z pierwszych eksperymentalnych lokomotyw elektrycznych – Lokomotywa The Judge – powstała w 1883 r. W 1895 roku zelektryfikowano pierwszy odcinek linii Baltimore – Ohio. Natomiast w roku 1880 francuskie przedsiębiorstwo pralnicze zaczęło używać elektrycznych pojazdów trakcyjnych. W 1903 roku wagon elektryczny z wynikiem 211 km/h pobił nowy rekord prędkości na szynach.
Pierwszy w Polsce pociąg zasilany energią elektryczną został uruchomiony w 1927 r. na trasie z Warszawy do Grodziska Mazowieckiego, a pierwszy na linii PKP w 1936 r. Na ziemiach należących obecnie do Polski trakcja elektryczna wprowadzana była wcześniej, m.in. na kolejce wąbrzeskiej (1898), walimskiej (1914), czy też na Śląskiej Kolei Górskiej (od 1914).
W 1918 r. został opracowany przez Romana Podoskiego projekt elektryfikacji kolei w Polsce, natomiast w 1929 r. opracował on szczegółowy projekt elektryfikacji kolejowego węzła warszawskiego zasilanego prądem stałym o napięciu 3000 woltów. Po II wojnie światowej brał udział w opracowywaniu perspektywicznego planu elektryfikacji kolei w Polsce.